# 강청구

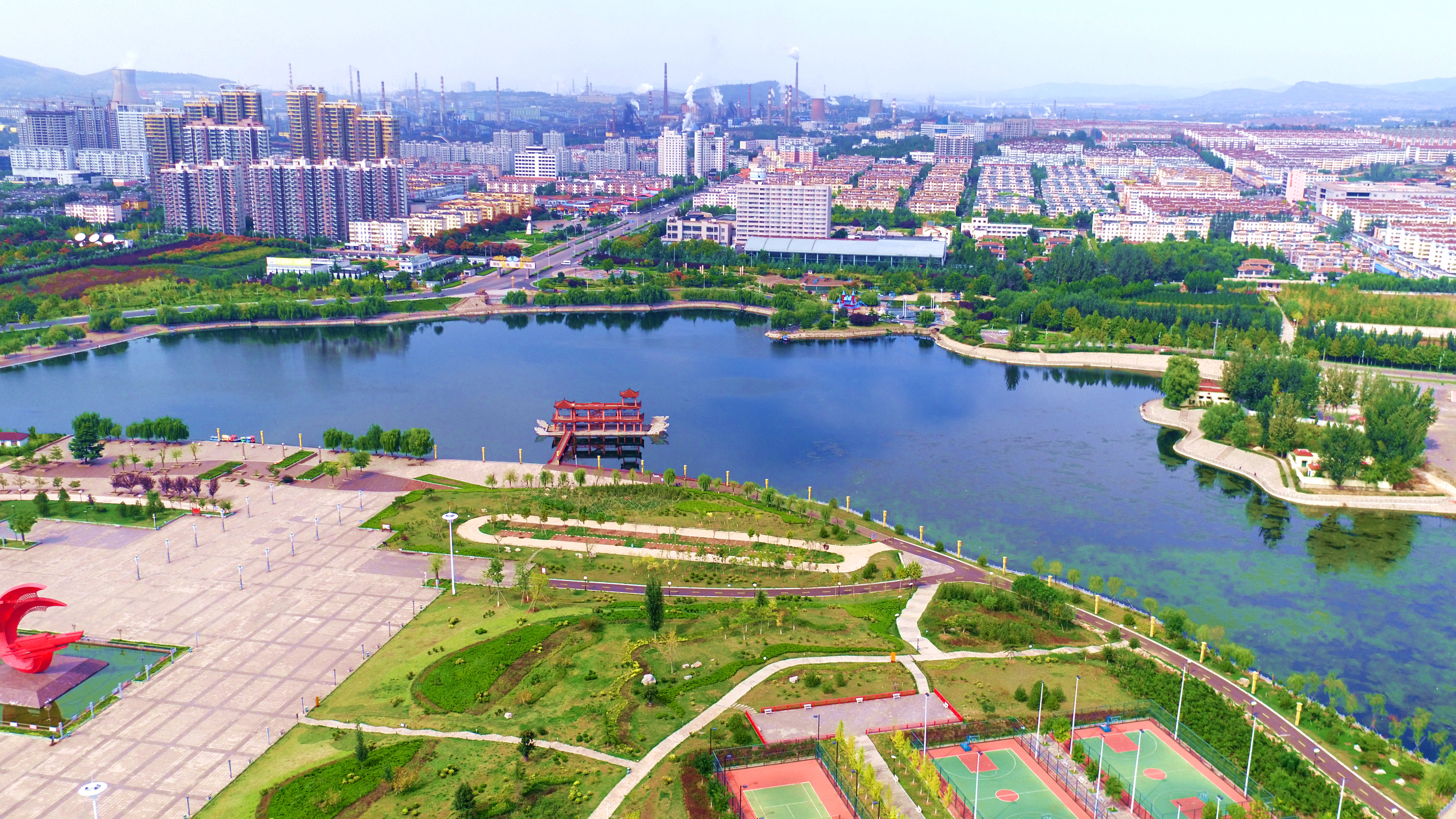

강청구(한국어: 강성구, 중국어: 钢城区, 병음: Gāngchéng Qū)는 중화인민공화국 산둥성 라이우 시의 현급 행정구역이다. 넓이는 339km2이고, 인구는 2007년 기준으로 290,000명이다.

## 행정 구역
1개 가도, 4개 진을 관할한다.
- 가도: 艾山街道.
- 진: 颜庄镇, 黄庄镇, 里辛镇, 辛庄镇.